# Finnország az 1964. évi téli olimpiai játékokon
Finnország az ausztriai Innsbruckban megrendezett 1964. évi téli olimpiai játékok egyik részt vevő nemzete volt. Az országot az olimpián 7 sportágban 52 sportoló képviselte, akik összesen 10 érmet szereztek.

## Érmesek
| Érem  | Versenyző                                                 | Sportág        | Versenyszám           |
| ----- | --------------------------------------------------------- | -------------- | --------------------- |
| Arany | Eero Mäntyranta                                           | Sífutás        | Férfi 15 km           |
| Arany | Eero Mäntyranta                                           | Sífutás        | Férfi 30 km           |
| Arany | Veikko Kankkonen                                          | Síugrás        | Egyéni, normálsánc    |
| Ezüst | Kaija Mustonen                                            | Gyorskorcsolya | Női 1500 m            |
| Ezüst | Väinö Huhtala Kalevi Laurila Eero Mäntyranta Arto Tiainen | Sífutás        | Férfi 4 × 10 km váltó |
| Ezüst | Mirja Lehtonen                                            | Sífutás        | Női 5 km              |
| Ezüst | Veikko Kankkonen                                          | Síugrás        | Egyéni, nagysánc      |
| Bronz | Kaija Mustonen                                            | Gyorskorcsolya | Női 1000 m            |
| Bronz | Arto Tiainen                                              | Sífutás        | Férfi 50 km           |
| Bronz | Mirja Lehtonen Senja Pusula Toini Pöysti                  | Sífutás        | Női 3 × 5 km váltó    |

## Alpesisí
Férfi
| Versenyző      | Versenyszám      | Selejtező | Selejtező | Selejtező | Selejtező | Döntő    | Döntő    | Döntő    | Döntő    | Döntő      | Döntő      |
| Versenyző      | Versenyszám      | 1. futam  | 1. futam  | 2. futam  | 2. futam  | 1. futam | 1. futam | 2. futam | 2. futam | Összesítés | Összesítés |
| Versenyző      | Versenyszám      | Idő       | Hely.     | Idő       | Hely.     | Idő      | Hely.    | Idő      | Hely.    | Idő        | Helyezés   |
| -------------- | ---------------- | --------- | --------- | --------- | --------- | -------- | -------- | -------- | -------- | ---------- | ---------- |
| Ulf Ekstam     | Lesiklás         |           |           |           |           |          |          |          |          | 2:27,31    | 26.        |
| Ulf Ekstam     | Műlesiklás       | 57,11     | 36.       | 58,48     | 20.       | kizárták | kizárták | kiesett  | kiesett  | kiesett    | kiesett    |
| Ulf Ekstam     | Óriás-műlesiklás |           |           |           |           |          |          |          |          | 2:01,78    | 36.        |
| Raimo Manninen | Lesiklás         |           |           |           |           |          |          |          |          | 2:23,94    | 22.        |
| Raimo Manninen | Műlesiklás       | 56,33     | 32.*      | 55,41     | 5.        | 1:14,82  | 22.      | 1:05,45  | 22.      | 2:20,27    | 22.        |
| Raimo Manninen | Óriás-műlesiklás |           |           |           |           |          |          |          |          | 1:55,05    | 17.        |

* - egy másik versenyzővel azonos eredményt ért el

## Biatlon
| Versenyző        | Lövőhiba | Időeredmény | Helyezés |
| ---------------- | -------- | ----------- | -------- |
| Veikko Hakulinen | 6        | 1:31:37,9   | 15.      |
| Esko Marttinen   | 5        | 1:34:50,2   | 23.      |
| Hannu Posti      | 1        | 1:27:16,5   | 8.       |
| Antti Tyrväinen  | 4        | 1:30:09,0   | 13.      |

## Északi összetett
| Versenyző      | Síugrás  | Síugrás  | Síugrás  | Síugrás  | Síugrás  | Síugrás  | Síugrás | Síugrás | Sífutás | Sífutás | Sífutás | Összesítés | Összesítés |
| Versenyző      | 1. ugrás | 1. ugrás | 2. ugrás | 2. ugrás | 3. ugrás | 3. ugrás | Össz.   | Össz.   | Sífutás | Sífutás | Sífutás | Összesítés | Összesítés |
| Versenyző      | Távolság | Pont     | Távolság | Pont     | Távolság | Pont     | Pont    | Hely.   | Idő     | Pont    | Hely.   | Pont       | Helyezés   |
| -------------- | -------- | -------- | -------- | -------- | -------- | -------- | ------- | ------- | ------- | ------- | ------- | ---------- | ---------- |
| Esa Klinga     | 62,5     | 94,4     | 54,5     | (77,3)   | 52,0     | 78,7     | 173,1   | 26.     | 55:22,4 | 179,49  | 20.     | 352,59     | 25.        |
| Erkki Luiro    | 65,5     | 103,5    | 64,5     | (101,8)  | 62,5     | 103,5    | 207,0   | 14.     | 56:57,3 | 162,50  | 27.     | 369,50     | 22.        |
| Raimo Majuri   | 61,5     | (91,5)   | 67,0     | 99,4     | 59,5     | 93,3     | 192,7   | 19.     | 55:44,5 | 175,52  | 21.     | 368,22     | 23.        |
| Raimo Partanen | 59,0     | 83,9     | 53,0     | 72,7     | 62,0     | (54,0)~  | 156,6   | 29.     | 54:15,9 | 191,78  | 16.     | 348,38     | 26.        |

~ - az ugrás során elesett

## Gyorskorcsolya
Férfi
| Versenyző       | Versenyszám | Eredmény | Helyezés |
| --------------- | ----------- | -------- | -------- |
| Seppo Hänninen  | 1500 m      | 2:16,0   | 23.      |
| Kalervo Hietala | 5000 m      | 7:58,8   | 15.      |
| Kalervo Hietala | 10 000 m    | 17:12,9  | 26.      |
| Juhani Järvinen | 500 m       | 41,9     | 19.*     |
| Juhani Järvinen | 1500 m      | 2:12,4   | 8.       |
| Juhani Järvinen | 10 000 m    | 17:05,0  | 20.      |
| Jouko Jokinen   | 1500 m      | 2:15,6   | 19.*     |
| Pekka Lattunen  | 500 m       | 41,8     | 16.*     |
| Jouko Launonen  | 1500 m      | 2:11,9   | 4.       |
| Jouko Launonen  | 5000 m      | 8:03,5   | 18.      |
| Jouko Launonen  | 10 000 m    | 16:49,8  | 14.      |
| Toivo Salonen   | 500 m       | 42,2     | 23.      |
| Toivo Salonen   | 5000 m      | 8:10,2   | 21.      |
| Simo Rinne      | 500 m       | 41,4     | 10.*     |

Női
| Versenyző                | Versenyszám | Eredmény | Helyezés |
| ------------------------ | ----------- | -------- | -------- |
| Kaija-Liisa Keskivitikka | 500 m       | 48,8     | 16.*     |
| Kaija-Liisa Keskivitikka | 1000 m      | 1:37,6   | 8.       |
| Kaija-Liisa Keskivitikka | 1500 m      | 2:30,0   | 8.       |
| Kaija-Liisa Keskivitikka | 3000 m      | 5:29,4   | 10.      |
| Kaija Mustonen           | 500 m       | 48,0     | 13.*     |
| Kaija Mustonen           | 1000 m      | 1:34,8   |          |
| Kaija Mustonen           | 1500 m      | 2:25,5   |          |
| Kaija Mustonen           | 3000 m      | 5:24,3   | 5.       |

* - egy másik versenyzővel azonos eredményt ért el

## Jégkorong
| Finn férfi jégkorongcsapat-játékoskeret                                                              | Finn férfi jégkorongcsapat-játékoskeret                                          | Finn férfi jégkorongcsapat-játékoskeret                                            |
| --- | -------------------------------------------------------------------------------- | ---------------------------------------------------------------------------------- |
| - Esko Kaonpää - Raimo Kilpiö - Juhani Lahtinen - Rauno Lehtiö - Esko Luostarinen - Ilkka Mesikämmen | - Seppo Nikkilä - Kalevi Numminen - Lasse Oksanen - Jorma Peltonen - Heino Pulli | - Matti Reunamäki - Jouni Seistamo - Jorma Suokko - Juhani Wahlsten - Jarmo Wasama |

### Eredmények
Selejtező
| 1964. január 28. | Ausztria (AUT) | 2 – 8 (0–3, 1–3, 1–2) | Finnország | Innsbruck |

|  |  |  |  |  |
|  |  |  |  |  |
|  |  |  |  |  |
|  |  |  |  |  |

Döntő csoportkör
| 1964. január 30. | Finnország (FIN) | 4 – 0 (0–0, 3–0, 1–0) | Svájc | Innsbruck |

|  |  |  |  |  |
|  |  |  |  |  |
|  |  |  |  |  |
|  |  |  |  |  |

| 1964. február 1. | Csehszlovákia (TCH) | 4 – 0 (1–0, 2–0, 1–0) | Finnország | Innsbruck |

|  |  |  |  |  |
|  |  |  |  |  |
|  |  |  |  |  |
|  |  |  |  |  |

| 1964. február 2. | Svédország (SWE) | 7 – 0 (1–0, 4–0, 2–0) | Finnország | Innsbruck |

|  |  |  |  |  |
|  |  |  |  |  |
|  |  |  |  |  |
|  |  |  |  |  |

| 1964. február 4. | Szovjetunió (URS) | 10 – 0 (2–0, 4–0, 4–0) | Finnország | Innsbruck |

|  |  |  |  |  |
|  |  |  |  |  |
|  |  |  |  |  |
|  |  |  |  |  |

| 1964. február 5. | Kanada (CAN) | 6 – 2 (2–1, 3–0, 1–1) | Finnország | Innsbruck |

|  |  |  |  |  |
|  |  |  |  |  |
|  |  |  |  |  |
|  |  |  |  |  |

| 1964. február 7. | Egyesült Államok (USA) | 2 – 3 (0–2, 1–1, 1–0) | Finnország | Innsbruck |

|  |  |  |  |  |
|  |  |  |  |  |
|  |  |  |  |  |
|  |  |  |  |  |

| 1964. február 8. | Finnország (FIN) | 1 – 2 (0–0, 1–1, 0–1) | Egyesült Német Csapat | Innsbruck |

|  |  |  |  |  |
|  |  |  |  |  |
|  |  |  |  |  |
|  |  |  |  |  |

Végeredmény
| Csapat                | M | Gy | D | V | G+ | G– | Gk  | P  |
| --------------------- | - | -- | - | - | -- | -- | --- | -- |
| Szovjetunió           | 7 | 7  | 0 | 0 | 54 | 10 | +44 | 14 |
| Svédország            | 7 | 5  | 0 | 2 | 47 | 16 | +31 | 10 |
| Csehszlovákia         | 7 | 5  | 0 | 2 | 38 | 19 | +19 | 10 |
| Kanada                | 7 | 5  | 0 | 2 | 32 | 17 | +15 | 10 |
| Egyesült Államok      | 7 | 2  | 0 | 5 | 29 | 33 | –4  | 4  |
| Finnország            | 7 | 2  | 0 | 5 | 10 | 31 | –21 | 4  |
| Egyesült Német Csapat | 7 | 2  | 0 | 5 | 13 | 49 | –36 | 4  |
| Svájc                 | 7 | 0  | 0 | 7 | 9  | 57 | –48 | 0  |

| Csapat     | Helyezés |
| ---------- | -------- |
| Finnország | 6.       |

## Sífutás
Férfi
| Versenyző                                                 | Versenyszám     | Eredmény  | Helyezés |
| --------------------------------------------------------- | --------------- | --------- | -------- |
| Lauri Bergqvist                                           | 50 km           | 2:52:08,0 | 15.      |
| Kalevi Hämäläinen                                         | 50 km           | 2:52:22,3 | 16.      |
| Eino Huhtala                                              | 15 km           | 52:18,2   | 11.      |
| Väinö Huhtala                                             | 15 km           | 51:45,4   | 4.       |
| Väinö Huhtala                                             | 30 km           | 1:33:38,1 | 14.      |
| Kalevi Laurila                                            | 15 km           | 51:59,8   | 9.       |
| Kalevi Laurila                                            | 30 km           | 1:32:41,4 | 6.       |
| Eero Mäntyranta                                           | 15 km           | 50:54,1   |          |
| Eero Mäntyranta                                           | 30 km           | 1:30:50,7 |          |
| Eero Mäntyranta                                           | 50 km           | 2:47:47,1 | 9.       |
| Arto Tiainen                                              | 30 km           | 1:33:37,7 | 13.      |
| Arto Tiainen                                              | 50 km           | 2:45:30,4 |          |
| Väinö Huhtala Arto Tiainen Kalevi Laurila Eero Mäntyranta | 4 × 10 km váltó | 2:18:42,4 |          |

Női
| Versenyző                                | Versenyszám    | Eredmény  | Helyezés |
| ---------------------------------------- | -------------- | --------- | -------- |
| Mirja Lehtonen                           | 5 km           | 17:52,9   |          |
| Mirja Lehtonen                           | 10 km          | 42:06,9   | 10.      |
| Toini Pöysti                             | 5 km           | 18:25,5   | 5.       |
| Toini Pöysti                             | 10 km          | 41:17,4   | 5.       |
| Senja Pusula                             | 5 km           | 18:45,7   | 9.       |
| Senja Pusula                             | 10 km          | 41:17,8   | 6.       |
| Eeva Ruoppa                              | 5 km           | 18:29,8   | 8.       |
| Eeva Ruoppa                              | 10 km          | 41:58,1   | 9.       |
| Senja Pusula Toini Pöysti Mirja Lehtonen | 3 × 5 km váltó | 1:02:45,1 |          |

## Síugrás
| Versenyző        | Versenyszám | 1. ugrás | 1. ugrás | 1. ugrás | 2. ugrás | 2. ugrás | 2. ugrás | 3. ugrás | 3. ugrás | 3. ugrás | Összesítés | Összesítés |
| Versenyző        | Versenyszám | Távolság | Pont     | Hely.    | Távolság | Pont     | Hely.    | Távolság | Pont     | Hely.    | Pont       | Helyezés   |
| ---------------- | ----------- | -------- | -------- | -------- | -------- | -------- | -------- | -------- | -------- | -------- | ---------- | ---------- |
| Niilo Halonen    | Normálsánc  | 74,5     | (99,4)   | 19.      | 75,5     | 102,8    | 11.      | 74,5     | 100,6    | 16.      | 203,4      | 14.*       |
| Niilo Halonen    | Nagysánc    | 88,0     | 105,8    | 10.      | 83,0     | 100,0    | 18.      | 78,0     | (96,2)   | 19.      | 205,8      | 14.        |
| Ensio Hyytiä     | Normálsánc  | 73,5     | 101,5    | 11.      | 72,5     | (99,6)   | 23.      | 74,0     | 100,9    | 13.*     | 202,4      | 20.        |
| Ensio Hyytiä     | Nagysánc    | 87,0     | 101,6    | 14.*     | 80,0     | (94,4)   | 34.      | 76,5     | 96,9     | 17.      | 198,5      | 23.        |
| Antero Immonen   | Normálsánc  | 70,5     | (95,4)   | 32.      | 71,5     | 97,7     | 33.      | 72,0     | 97,6     | 27.*     | 195,3      | 31.        |
| Antero Immonen   | Nagysánc    | 86,0     | 98,9     | 24.      | 80,0     | 95,9     | 31.      | 76,5     | (94,9)   | 21.      | 194,8      | 31.        |
| Veikko Kankkonen | Normálsánc  | 77,0     | (95,9)   | 29.*     | 80,0     | 115,9    | 1.       | 79,0     | 114,0    | 1.*      | 229,9      |            |
| Veikko Kankkonen | Nagysánc    | 95,5     | 118,9    | 1.       | 90,5     | 110,0    | 3.       | 88,0     | (85,6)   | 39.      | 228,9      |            |

* - egy másik versenyzővel azonos eredményt ért el